# Enoplus constrictus
Enoplus constrictus is een rondwormensoort uit de familie van de Enoplidae. De wetenschappelijke naam van de soort is voor het eerst geldig gepubliceerd in 1926 door Ditlevsen.